# Руський Сухий Ізяк
Руський Сухий Ізя́к (рос. Русский Сухой Изяк, башк. Урыҫ Ҡоро Иҙәге) — присілок у складі Федоровського району Башкортостану, Росія. Входить до складу Покровської сільської ради.
Населення — 85 осіб (2010; 95 в 2002).
Національний склад:
- татари — 72%
- росіяни — 26%